# Sanatorium pod klepsydrą
Sanatorium pod klepsydrą (no Brasil, O Sanatório da Clepsidra) é um filme de drama polonês de 1973 dirigido e escrito por Wojciech Jerzy Has, baseado no livro homônimo de Bruno Schulz. Estrelado por Jan Nowicki e Tadeusz Kondrat, venceu o Prêmio do Júri do Festival de Cannes.

## Elenco
- Jan Nowicki - Józef
- Tadeusz Kondrat - Jakub
- Irena Orska - mãe de Józef
- Halina Kowalska - Adela
- Gustaw Holoubek - Dr. Gotard
- Mieczysław Voit
- Bożena Adamek - Bianka
- Ludwik Benoit - Szloma